# Чинкве Фронди
Чинкве Фронди је насеље у Италији у округу Ређо ди Калабрија, региону Калабрија.
Према процени из 2011. у насељу је живело 5988 становника. Насеље се налази на надморској висини од 235 м.